# Tempio di Giove Ottimo Massimo
Il Tempio di Giove Ottimo Massimo (in latino, aedes Iovis Optimi Maximi Capitolini) o di Giove Capitolino, dedicato alla triade capitolina (Giove, Giunone e Minerva) era il più grande monumento esistente sul Campidoglio. Fu il centro del culto di stato romano e secondo la tradizione fu eretto in concorrenza del santuario dedicato a Iuppiter Latiaris sul Mons Albanus, nei pressi di Alba Longa.
Davanti al tempio terminavano le cerimonie trionfali e vi si svolgevano le assemblee solenni del Senato, oltre ai sacrifici augurali dei nuovi consoli. Vi erano depositati gli archivi riguardanti le relazioni estere ed i Libri sibillini.

## Storia
La sua fondazione sembra risalire all'ultimo quarto del VI secolo a.C. ed essere opera del re Tarquinio Prisco., grazie al bottino ricavato dalla conquista della città di Apiolae.
I lavori per la costruzione del tempio furono continuati dal re Tarquinio il Superbo, anche grazie al bottino ricavato dalla conquista di Suessa Pometia, ma il tempio fu inaugurato il 13 settembre del 509 a.C. da Marco Orazio Pulvillo, uno dei primi consoli repubblicani romani. 
(Floro, Epitoma de Tito Livio bellorum omnium annorum DCC, I, 7.9.)
Le grandi dimensioni testimoniano l'importanza di Roma all'epoca dei re etruschi e probabilmente erano state decise con la volontà di fare di Roma la sede della lega federale latina, al posto del tempio sul mons Albanus.

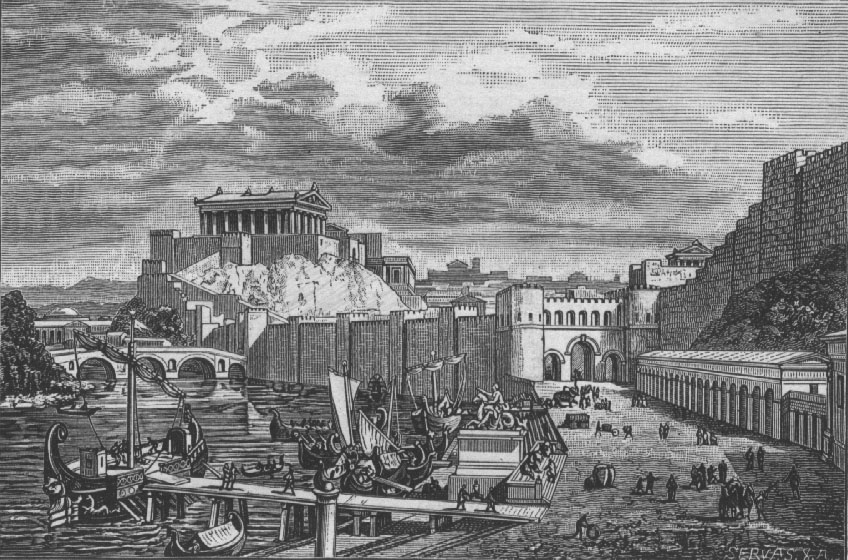
Il Campidoglio in età repubblicana, illustrazione tratta dal libro "Geschichtsbilder" pubblicato nel 1896 di Friedrich Polack

Si raccontava che durante la costruzione del tempio le numerose divinità delle cappelle che si trovavano sul luogo scelto, accettarono di ritirarsi, per lasciare il posto al signore degli dèi. Solamente il dio Termine si rifiutò di partire, e si dovette includere la sua cappella all'interno del tempio. Dato però che la sua effigie doveva ergersi sotto il cielo, fu praticata una apertura sul tetto del tempio a suo uso esclusivo. Poiché il dio Termine era stato persino in grado di opporsi all'autorità di Giove, alcuni auguri predissero che i confini dello stato romano non sarebbero mai receduti.
All'inizio del III secolo a.C. il frontone venne abbellito con una quadriga bronzea, che sostituì la precedente fittile, mentre nel 192 a.C. vi vennero apposti degli scudi dorati dagli edili curuli Marco Emilio Lepido e Lucio Emilio Paolo. Nel 179 a.C. i censori Marco Emilio Lepido e Marco Fulvio Nobiliore restaurano alcune aree del tempio, segno di una struttura pensata per parti affiancate e sovrapposte non collegate omogeneamente tra loro.

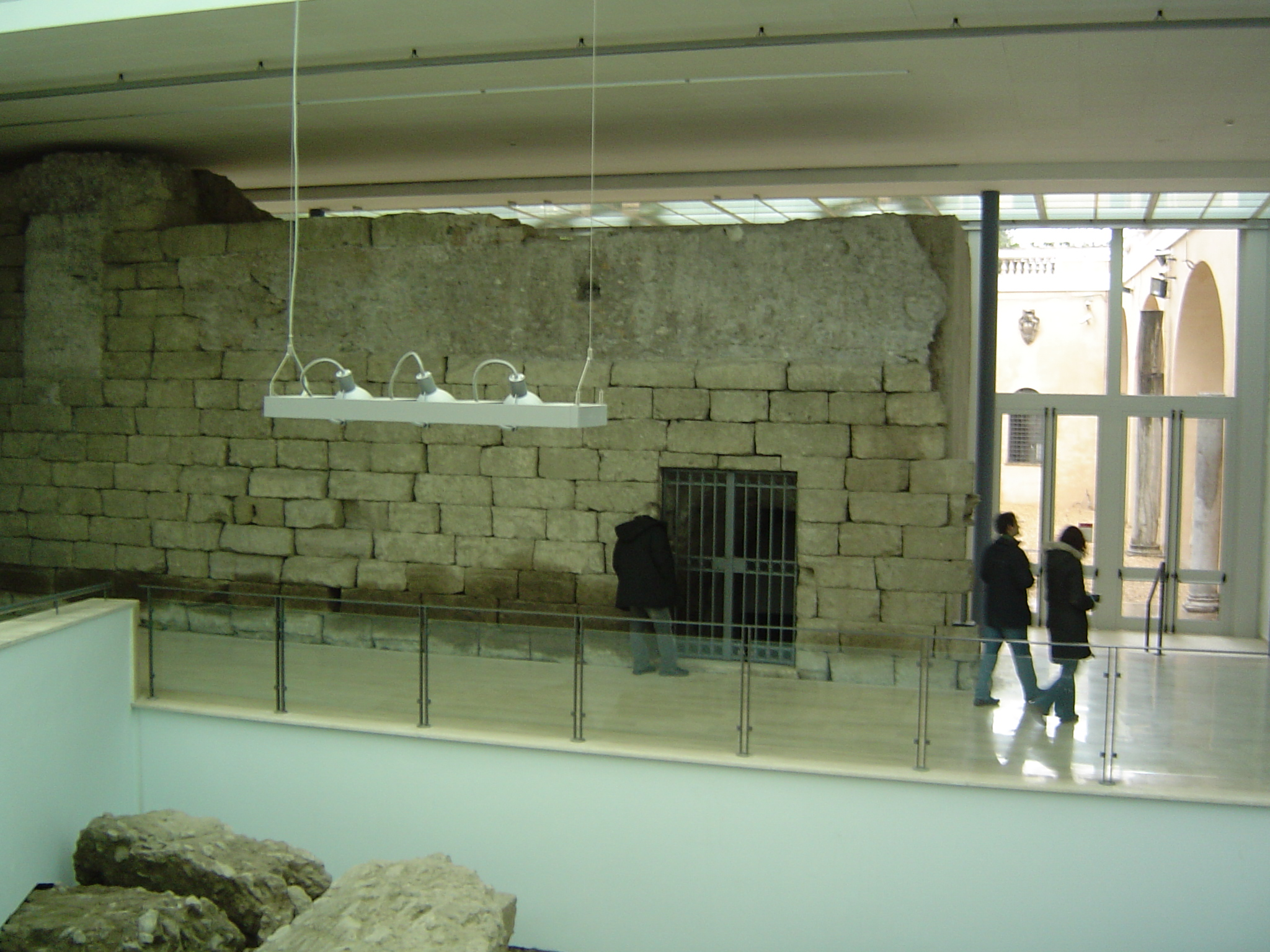
Campidoglio: Basamento del Tempio di Giove Ottimo Massimo

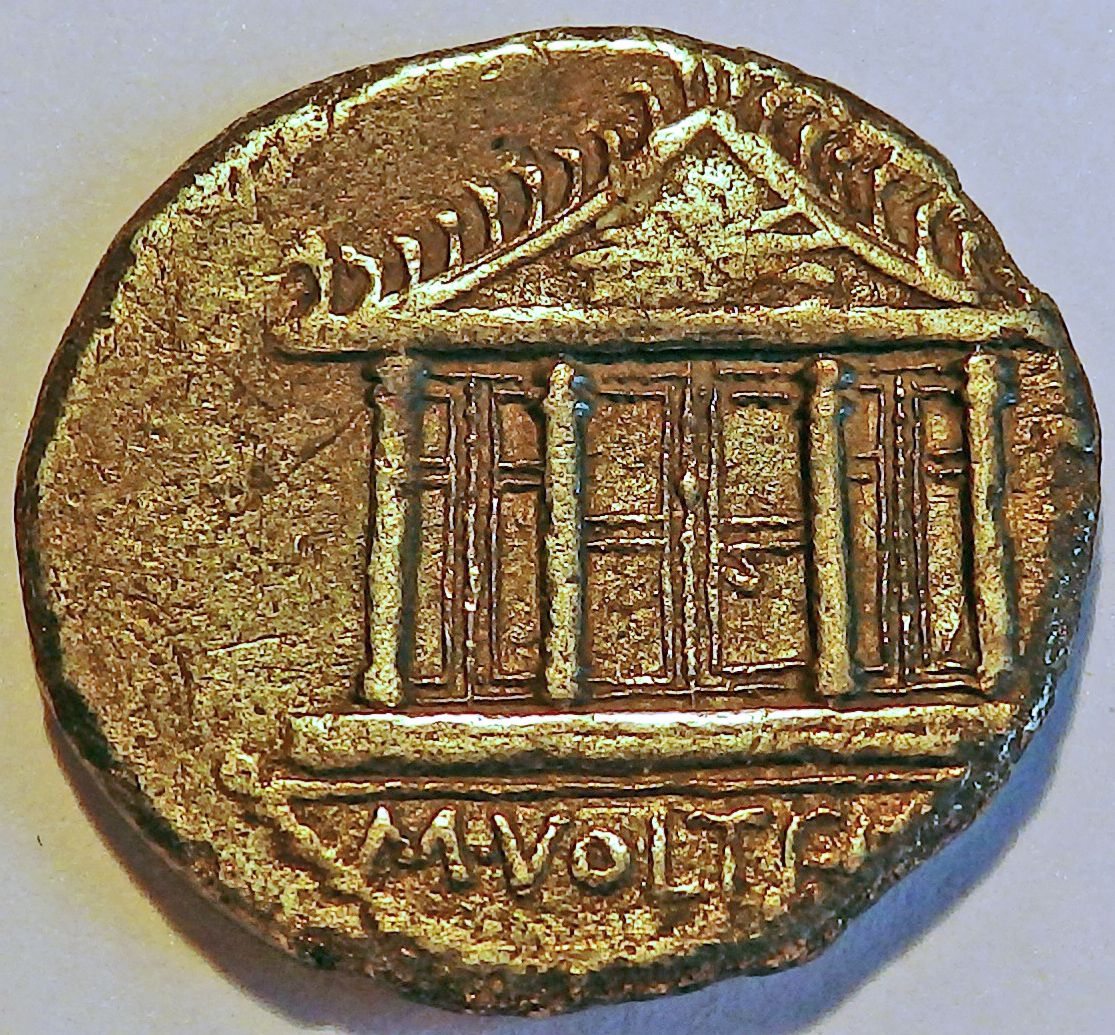
Il Tempio su retro Denario romano

Il tempio fu quasi totalmente distrutto da un incendio nell'83 a.C. e con esso i Libri sibillini, che vi erano conservati. La ricostruzione in pietra, voluta da Lucio Cornelio Silla, fu affidata a Quinto Lutazio Catulo che la terminò nel 69 a.C., conservando fedelmente la pianta e l'aspetto precedenti: secondo alcune fonti Silla fece prelevare per questa ricostruzione due colonne del tempio di Zeus Olimpico a Atene. Interventi di restauro si ebbero sotto Augusto, e Svetonio aggiunge che:
(Svetonio, Augustus, 30.)
Sappiamo anche che durante il consolato di Druso maggiore nel 9 a.C., quasi fosse un presagio di sventura per il figlio adottivo del princeps, il tempio fu danneggiato da una tempesta e da alcuni fulmini caduti sulla città di Roma.
L'edificio del secondo tempio andò in fiamme il 19 dicembre 69, quando scoppiarono i combattimenti tra le truppe di Vespasiano e i difensori della città durante l'Anno dei Quattro Imperatori. Come nuovo imperatore, Vespasiano si affrettò a ricostruire il tempio e incaricò il cavaliere Lucio Giulio Vestino di farlo. Il nuovo edificio - ancora una volta più magnifico del precedente - fu consacrato nel 75.
Già nell'80, il terzo edificio bruciò in un grande incendio nella città di Roma. Domiziano, imperatore dall'81, eresse il quarto e più grandioso edificio, destinato a durare nei secoli successivi. Sia il tetto che le porte erano pesantemente dorati. Secondo Plutarco, il costo della sola doratura ammontava a 12.000 talenti d'argento, una cifra enorme.
Durante il sacco di Roma del 455, il tempio di Giove Capitolino fu danneggiato e spogliato dai Vandali di re Genserico, per attestato dello storico Procopio di Cesarea:
(Procopio, Storia delle guerre, III,5.)
Del tempio, di cui si hanno notizie ancora alla fine del IV secolo, non rimane quasi più nulla. Nell'area del palazzo Caffarelli furono rinvenuti parte della platea e del podio e frammenti della decorazione marmorea del rifacimento di età domizianea.

## Descrizione

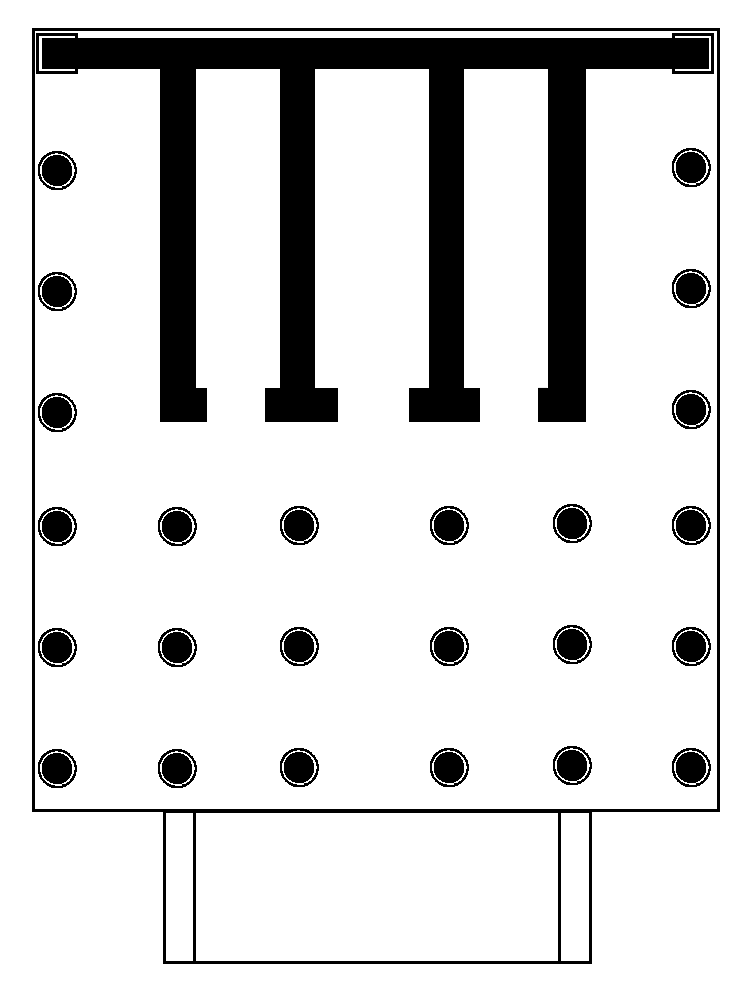
Pianta

Le proporzioni dell'antico santuario, che occupava la sommità meridionale del Campidoglio (Capitolium), erano rilevanti: misurava infatti 53 metri per 62 metri circa (dai 175 ai 180 piedi in lunghezza e dai 204 ai 210 in larghezza, a seconda dei calcoli) e la superficie della platea era di circa 15.000 metri quadrati. Si trattava quindi del più grande tempio etrusco e italico finora conosciuto ed il suo effetto sulla città doveva essere simile a quello del Partenone su Atene: visibile da molti punti e dominante.
Il tempio, orientato verso sud-est, era esastilo, periptero su tre lati (sine postico, cioè senza colonne sul lato posteriore), e sorgeva su un podio alto 13 piedi, il cui accesso avveniva tramite una scalinata tra due avancorpi. Probabilmente tre file di colonne tuscaniche precedevano la cella tripartita: l'ambiente centrale era dedicato a Giove e quelli laterali, leggermente più piccoli, rispettivamente per Giunone e Minerva.
Secondo quanto indicato da Vitruvio, l'intercolunnio era areostilo, cioè la distanza fra le colonne alla base era particolarmente ampia (superiore a tre volte il diametro del fusto) e tale da rendere impossibile la presenza di architravi in pietra.
Per la decorazione con statue e fregi di terracotta policroma furono coinvolti artisti veienti, tra cui lo scultore Vulca, che eseguì la statua di Giove e una quadriga in terracotta sul fastigio; quest'ultima era considerata uno dei sette Pignora imperii di Roma. Lo stile di queste sculture non doveva differire molto dalle statue del santuario di Portonaccio (come il celebre Apollo di Veio).
La statua di culto principale, distrutta dall'incendio, fu sostituita nel 65 a.C. da una statua crisoelefantina, scolpita dall'artista ateniese Apollonio, probabilmente sul modello di quella di Statua di Zeus a Olimpia; probabilmente è lo stesso autore del Torso di Belvedere firmato "Apollonios figlio di Nestore". È assai probabile che di questa statua vennero fatte numerose copie inviate ai municipi delle città italiche colonizzate da Roma: in questo caso la migliore delle copie sarebbe il Giove di Otricoli, oggi ai Musei Vaticani.
La quadriga invece venne rifatta nel 296 a.C. a spese degli edili di quell'anno, i fratelli Ogulnii, che fecero anche rifare la lupa bronzea per il Lupercale.
Su monete e rilievi storici di età imperiale il tempio è raffigurato come tetrastilo.

## Resti

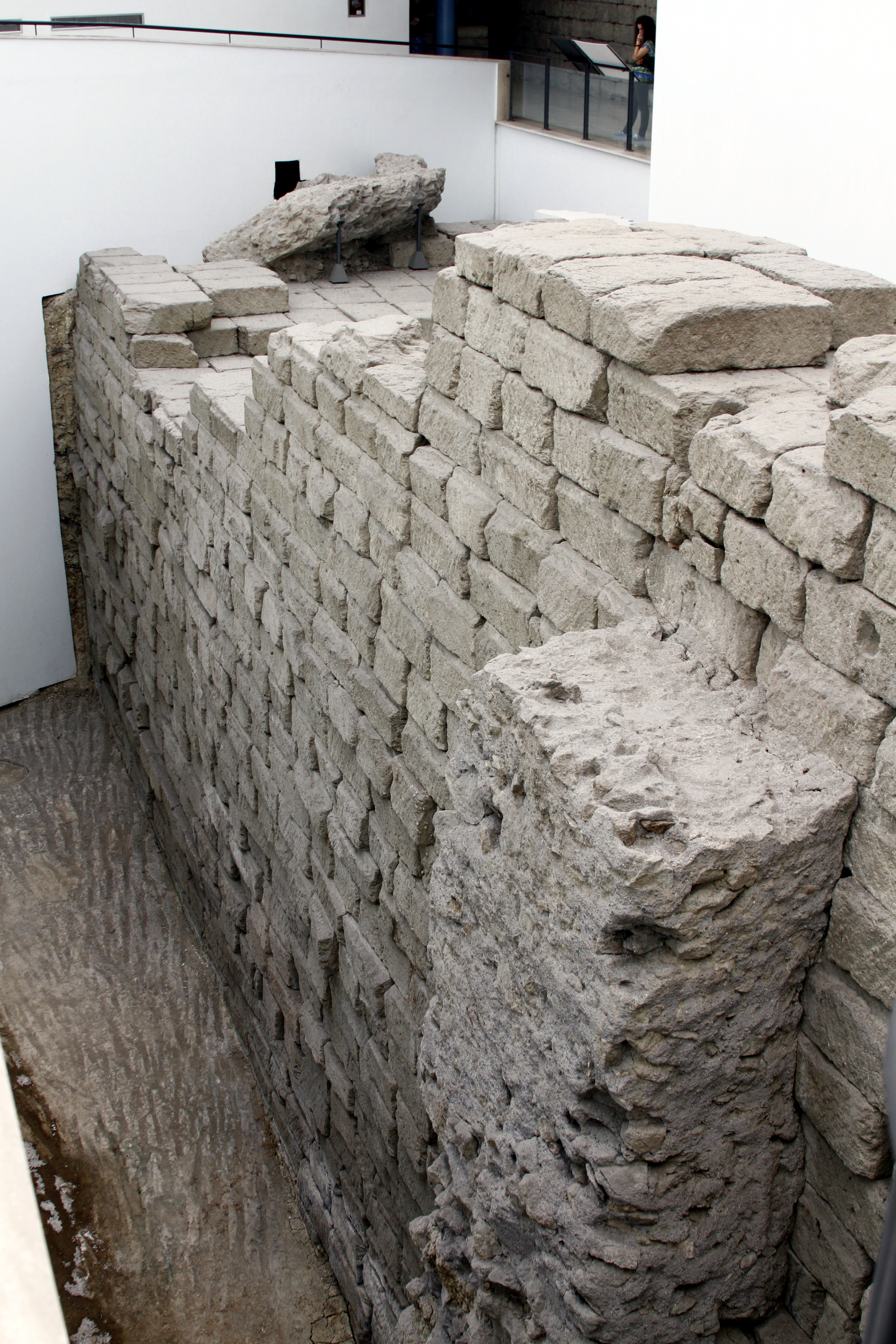
Resti delle fondazioni al Palazzo dei Conservatori

Dell'antico tempio oggi abbiamo resti molto scarsi, sia per la demolizione in epoca cristiana, sia per il crollo di questa parte del Campidoglio. Ne rimangono tuttavia tre angoli e ampie parti delle sostruzioni in blocchi di cappellaccio, alte fino a 19 filari. Ogni blocco misurava: spess. cm 30 x lato 60 x lato 90 circa (cioè 1 piede, 2 piedi, 3 piedi).
I resti delle fondazioni più estesi si vedono all'interno del Museo Nuovo Capitolino, mentre un lato della parte posteriore è di fronte al giardino di piazzale Caffarelli.  L'angolo anteriore destro infine si trova sulla via del Tempio di Giove.
La decorazione del tempio originario, risalente alla fine del VI secolo a.C., è stata rinvenuta nel 2014, permettendo per la prima volta di ricostruire l'aspetto del tempio nella fase più antica. Gli elementi lignei del tetto e degli architravi erano rivestiti con lastre in terracotta e altri elementi di eccezionali dimensioni decorati a rilievo e riccamente dipinti, secondo uno schema definito di 'seconda fase' (riferito ai sistemi decorativi dei templi etrusco laziali) che proprio con il Tempio di Giove Ottimo Massimo ebbe la sua prima espressione. Il tempio, divenuto subito famoso, costituì un modello per l'architettura sacra mutuato fino al II secolo a.C. nella realizzazione delle decorazioni fittili di numerosi templi in Italia.
Le lastre originarie furono sostituite parzialmente con nuove terrecotte agli inizi del IV secolo a.C e di nuovo alla fine del III - inizi del II secolo a.C. Questi materiali furono gettati negli strati utilizzati per costituire la piazza antistante il tempio, la cosiddetta Area Capitolina, tra il primo e il secondo quarto del II secolo a.C.
Altri materiali del tempio vennero riutilizzati, come un capitello, da cui fu scolpito alla fine del XVI secolo da Flaminio Vacca un leone mediceo, oggi alla Loggia dei Lanzi

## Area capitolina

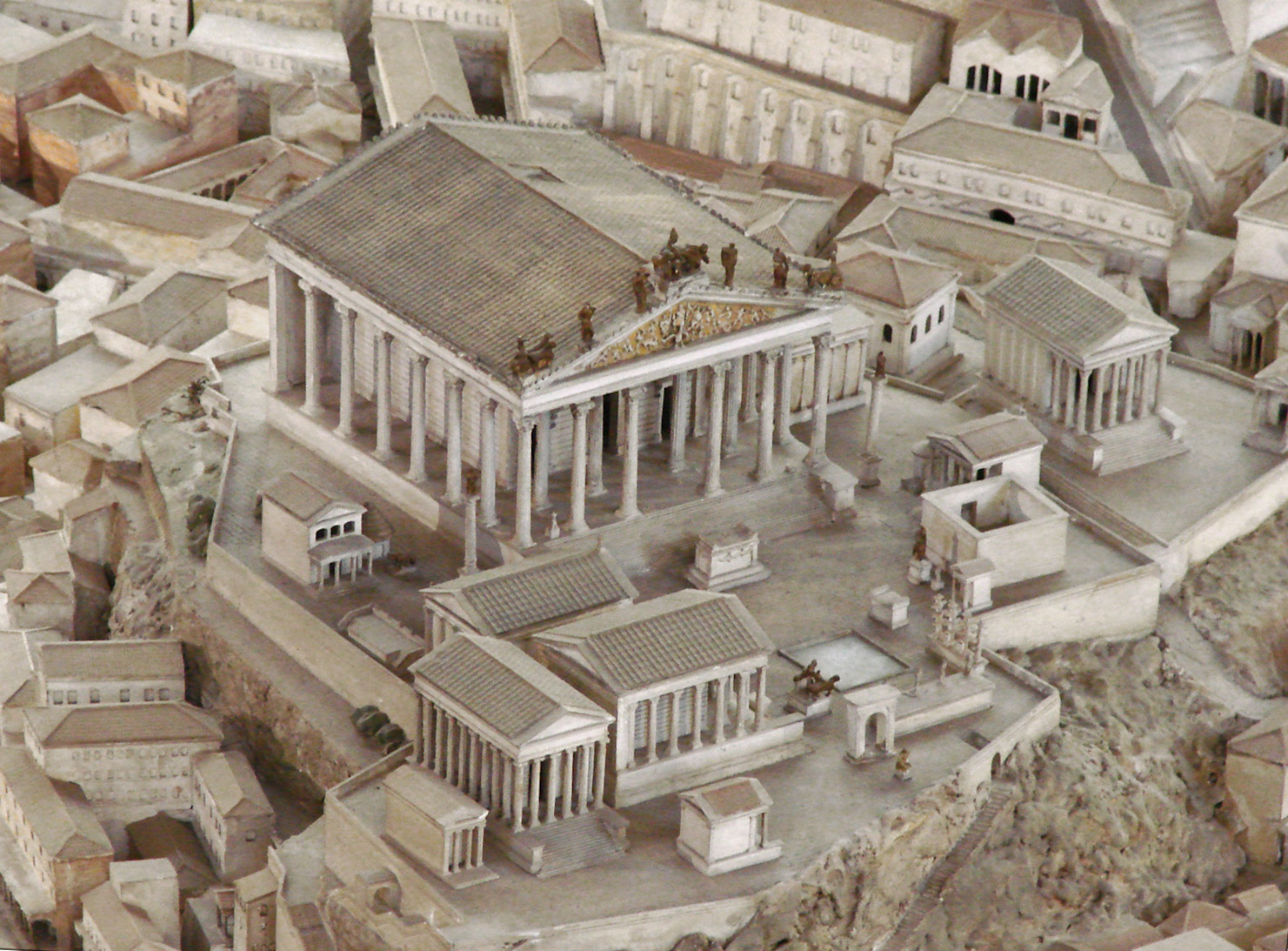
Il tempio di Giove e l'area capitolina nel plastico della Roma imperiale al Museo della civiltà romana di Roma

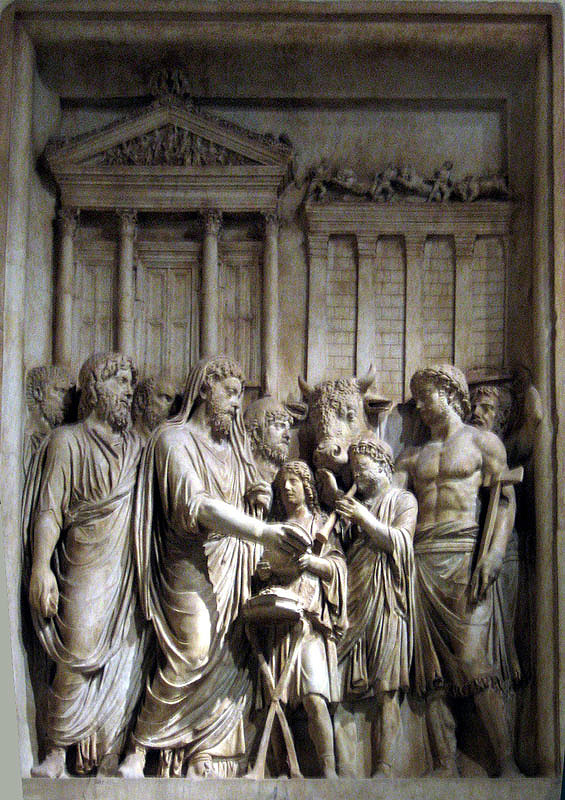
Rilievo del Tempio sulla Colonna di Marco Aurelio

Il piazzale davanti alla facciata del tempio era detto "Area capitolina", preceduta da un'ampia scalinata. Ne resta una parte sul sito del giardino del tempio di Giove, ma la maggior parte è franata in varie epoche.
Templi minori, sacelli, trofei e statue monumentali occupavano l'area: più volte si dovette procedere a fare spazio trasportando statue e trofei altrove, come nel 179 a.C. o all'epoca di Augusto, che trasferì numerosi monumenti al Campo Marzio.
Un resto di uno di questi tuttora conservato è la fondazione quadrata in opera cementizia con scaglie di selce che venne scoperta nel XIX secolo aprendo via del Tempio di Giove e che oggi è tagliata in due dalla stessa strada. Alcuni identificano qui il podio del tempio di Giove Custode, edificato da Domiziano in ricordo del periodo scampato durante l'assedio del Campidoglio da parte dei seguaci di Vitellio, ma la forma quadrata non sembra compatibile con l'edificio, almeno a giudicare da uno dei pannelli con le imprese di Marco Aurelio a palazzo dei Conservatori. Si potrebbe trattare invece del Tensarium (edificio per la custodia delle tensae, i carri sacri usati per le sacre processioni delle immagini divine) o dell'Ara gentis Iuliae.
Tra i templi veri e propri c'era quello di Fides, sul lato meridionale dell'area, e il tempio di Ops, leggermente più a nord. Molti materiali franati sono stati rintracciati nella sottostante area di Sant'Omobono. Tra questi ci sono i frammenti di un basamento in marmo nero con Vittorie e trofei a rilievo, che doveva essere la base del gruppo bronzeo della Consegna di Giugurta dal re Bocco di Mauretania a Silla: anche per questa rappresentazione, che escludeva qualsiasi contributo di Mario nella guerra, i rapporti tra i due uomini si deteriorarono rendendo inevitabile la contesa (oggi i resti sono nel Museo Capitolino). Poco distante venne scoperta anche una statua di Aristogitone, uno dei tirannicidi, copia di un gruppo di Crizio e Nesiote posto nell'Agorà di Atene nel 476 a.C.: la presenza di una tale opera sul Campidoglio è significativa ed è forse da mettere in relazione con la cacciata di Tarquinio il Superbo (509 a.C.), avvenuta subito dopo l'uccisione di Ipparco e l'espulsione del tiranno Ippia (rispettivamente il 514 e il 510 a.C.).
Altre statue bronzee erano quelle dei re di Roma e quella di Lucio Giunio Bruto. In questi paraggi avvenne l'uccisione di Tiberio Gracco da parte delle forze oligarchiche romane. Uno dei più antichi archi di trionfo di Roma si trovava nel piazzale ed era stato eretto da Scipione l'Africano nel 190 a.C.
Il deposito votivo del tempio si trovava sotto l'attuale Protomoteca ed è stato scavato rinvenendo oggetti risalenti fino al VII secolo a.C. Tra questi spicca una coppa di bucchero con iscrizione etrusca del VI secolo a.C.
| Planimetria del Campidoglio antico |
| --- |
| Area capitolina Arx Forum Romanum Fori Imperiali Velabro Tempio di Giove capitolino Tabularium Tempio di Giunone Moneta Teatro di Marcello Forum Holitorium Tempio di Bellona Tempio di Giove Feretrio Tempio di Veiove Auguraculum Iseum Tempio di Giove Custode (?) Tempio della Concordia (?) Tempio di Giove Conservatore Altare Tensarum Tempio di Giove Tonante Clivus Capitolinus Centus Gradus Porta Pandana Tempio di Giano Tempio di Giunone Sospita Tempio di Spes Tempio di Augusto Asylum Inter duos lucos Vico Giugario Campo di Marte Portico degli Dei Consenti Tempio di Vespasiano Tempio della Concordia Tullianum Clivus Argentarius Tempio di Venere Ericina Tempio di Mens (?) Tempio di Fides (?) Tempio di Ops (?) Arco di Scipione Tempio di Saturno Basilica Giulia |